# Edgar Wenzel
Edgar Wenzel (* 12. September 1919 in Codlea bei Kronstadt, Königreich Rumänien; † 1. Februar 1980 in Jerusalem, Israel) war ein deutscher Schauspieler und Tänzer.

## Leben
Edgar Wenzel absolvierte nach dem Zweiten Weltkrieg an der Tanzabteilung des Konservatoriums Wien eine Ausbildung zum Balletttänzer. Er war Schüler von Rosalia Chladek und trat mit ersten Solopartien am Wiener Burgtheater und am Volkstheater Wien auf. 1948 übernahm er die Tanzrolle des „Verräters“ in Chladeks Tanzstück Kleine Passion, das im Wiener Akademietheater aufgeführt wurde. Im Juni 1949 tanzte er im Rahmen des Internationalen Musikfests den Choleriker im Ballett Die vier Temperamente von Paul Hindemith. 1949 übernahm er mit der Einstudierung der Tänze der Jedermann-Tischgesellschaft bei den Salzburger Festspielen seine erste eigene Choreographie. Im April 1950 gewann er einen 3. Preis für Choreographie und den Preis der Stadt Wien beim ersten Österreichischen Tanzwettbewerb. Im Juli 1950 hatte er einen Tanzauftritt in der Wiener Secession. In der Spielzeit 1950/51 war er als Solotänzer an den Vereinigten Bühnen Graz engagiert. Im Februar 1951 tanzte er am Opernhaus Graz die Rolle des „burlesken“ Springinsfeld in der Uraufführung der Tanzstudie Die Gaunerstreiche der Courasche von Richard Mohaupt.
Zur Spielzeit 1951/52 wurde er von der Choreographin Yvonne Georgi als Solotänzer an die Städtischen Bühnen Düsseldorf verpflichtet, wo er bis 1955 im Engagement blieb. 1953 tanzte er an den Städtischen Bühnen Düsseldorf in einer Choreografie von Yvonne Georgi zur Musik der Symphonie fantastique. 1953 unternahm er mit der Tanzcompagnie von Kurt Jooss eine Gastspielreise durch Holland, England und Irland und wurde daraufhin vom Art Council of Great Britain eingeladen, im Juni 1953 im Mercury Theatre in London fünf Solo-Abende zu geben. 1955 übernahm er an der Deutschen Oper am Rhein in Düsseldorf die männliche Titelrolle in dem Ballett Pulcinella von Igor Strawinsky, in dem die Tänzerin Ulla Söderbaum, die Tochter der Schauspielerin Kristina Söderbaum, seine Partnerin war. Die Choreografie stammte von Hans Züllig (1914–1992). Von 1956 bis 1958 war er als Solotänzer und Gruppentänzer am Staatstheater Braunschweig engagiert. Ab Ende der 1950er Jahre wandte sich Wenzel der Schauspielerei zu. In der Spielzeit 1964/65 war er für einen Teil der Spielzeit am Stadttheater Ingolstadt  verpflichtet. Im August 1968 übernahm er, an der Seite von Freddy Quinn und Birke Bruck, die Rolle des Pinky in einer Tournee-Produktion des Musicals Prairie-Saloon von Lotar Olias, die im Theater am Aegi in Hannover ihre Premiere hatte. In den 1970er Jahren war er am Bayerischen Staatsschauspiel beschäftigt.
Ab Ende der 1950er Jahre sind auch Filmauftritte von ihm nachgewiesen. Er spielte zwischen 1958 und seinem Tode über fünfzig Rollen in Film und Fernsehen. Als seinen ersten Filmauftritt führt die Filmdatenbank IMDb die deutsch-österreichische Kino-Produktion Nackt wie Gott sie schuf (1958). Es folgten in den 1960er Jahren Auftritte in mehreren weiteren Kinofilmen, schwerpunktmäßig in Heimatfilmen, Filmkomödien, Lustspielen und Kriminalfilmen.
In dem westdeutschen Märchenfilm Die Bremer Stadtmusikanten (1959) spielte Wenzel einen der drei Räuber. In der Edgar-Wallace-Verfilmung Das Rätsel der roten Orchidee (1962) hatte er die Rolle des Kleinganoven Babyface, der mit einem Rasiermesser getötet wird. In dem Kriminalfilm Das 7. Opfer (1964) übernahm er die Rolle des halbseidenen Jockeys und Erpressers Giuseppe Ranova.
Ab Ende der 1960er Jahre trat Wenzel mehrfach in seichten Filmlustspielen, Filmklamotten, einigen Softsex-Filmen und zwei Hardcore-Pornofilmen auf. Dabei wurde er meistens in komischen Rollen eingesetzt, so als Dorfbewohner Zimmerl in der Erotikklamotte Auf ins blaukarierte Himmelbett (1974). In dem aus vier Kurzfilmen bestehenden Kompilations-Sexfilm Schulmädchen-Porno (1976) war er der homosexuelle Hausmeister im Segment Das vögelnde Klassenzimmer. Sex- oder Nacktszenen spielte Wenzel nicht.
In dem Filmdrama Baranski, das 1979 bei den Hofer Filmtagen lief, spielte er die Rolle des Hausverwalters. Seine letzte Kinorolle hatte er 1980 in der Literaturverfilmung Fabian, in der er die Rolle des Rechtsanwalts Dr. Moll und Ehemanns der Rollenfigur Irene Moll verkörperte.
Ab den 1960er Jahren arbeitete Wenzel auch für das Fernsehen. 1962 wirkte er beim ZDF in Spielszenen in der Musikshow Eine kleine Sehnsucht über den Komponisten Friedrich Hollaender mit. Im November 1963 war er im ZDF in dem Fernsehspiel Ein Sheriff für den Sarg zu sehen. Er war auch in dem Fernsehspiel des Monats Oktober 1973, Daniel, von Pete Ariel zu sehen. 1972 verkörperte er beim Südwestfunk unter der Regie von Heinz Schirk den Doktor in einer Verfilmung des Songspiels Happy End von Elisabeth Hauptmann und Kurt Weill. In dem Fernsehmehrteiler Die merkwürdige Lebensgeschichte des Friedrich Freiherrn von der Trenck (1973) spielte er an der Seite von Matthias Habich die Rolle des Dieners Siebengescheit.
Er hatte Episodenrollen unter anderem in den Fernsehserien Stahlnetz, Die fünfte Kolonne, Derrick und Polizeiinspektion 1. In der ZDF-Fernsehserie Es muß nicht immer Kaviar sein (1977) hatte er, an der Seite von Siegfried Rauch, eine wiederkehrende Serienrolle als Ganove Frédéric.

## Rollen am Bayerischen Staatsschauspiel (Auswahl)
(Anmerkung:)

### Residenztheater
- 1976/77: Sweet Charity (von Cy Coleman), Rollen: 2. Polizist / Barney, Regie: Helmut Baumann
- 1977/78: Faust. Der Tragödie erster Teil (von Johann Wolfgang von Goethe), Rollen: Bürger / Proktophantasmist, Regie: Michael Degen
- 1977/78: Der Revisor (von Nikolai Gogol), Rolle: Kaufmann Abdúlin, Regie: Karl Paryla

### Theater im Marstall
- 1976/77: Geschichte (von Witold Gombrowicz), Rollen: Minister / Ludendorf / Marionette, Regie: András Fricsay

## Filmografie (Auswahl)
- 1958: Nackt wie Gott sie schuf
- 1959: Die feuerrote Baronesse
- 1959: Die Bremer Stadtmusikanten
- 1960: Der Schleier fiel…
- 1962: Das Rätsel der roten Orchidee
- 1962: Schneewittchen und die sieben Gaukler
- 1962: Woyzeck
- 1962: Waldrausch
- 1962: Stahlnetz: In jeder Stadt … (Fernsehreihe, eine Folge)
- 1964: Das siebente Opfer
- 1964: Die fünfte Kolonne: Zwei Pistolen (Fernsehserie, eine Folge)
- 1964: Maibritt, das Mädchen von den Inseln
- 1964: Gewagtes Spiel: Der Fall Künitzer (Fernsehserie, eine Folge)
- 1965: Judith (Fernsehfilm)
- 1965: Sie schreiben mit: Tanz auf dem Eis (Fernsehserie, eine Folge)
- 1966: Geheimagent Tegtmeier: Der tote Chef (Fernsehserie, eine Folge)
- 1968: Schamlos
- 1969: Hugo, der Weiberschreck
- 1970: Lautlose Jagd: Die Gewissensnot des Gustl Brandleitner (Fernsehserie, eine Folge)
- 1971: Tante Trude aus Buxtehude
- 1971: Schüler-Report
- 1972: Happy End oder Wie ein kleines Heilsarmeemädchen Chicagos größte Verbrecher in die Arme der Gesellschaft zurückführte (Fernsehfilm)
- 1972: Lehrmädchen-Report (Kinofilm)
- 1972: Pater Brown: Das Rätsel Michael Mondschein (Fernsehserie, eine Folge)
- 1973: Die merkwürdige Lebensgeschichte des Friedrich Freiherrn von der Trenck (Fernsehserie, eine Folge)
- 1973: Auch Ninotschka zieht ihr Höschen aus
- 1973: Daniel (Fernsehfilm)
- 1974: Mordkommission: Das Verschwinden von Karin Klar (Fernsehserie, eine Folge)
- 1974: Gemeinderätin Schumann (Fernsehserie, 9 Folgen)
- 1974: Graf Yoster gibt sich die Ehre: Der Papageienkäfig (Fernsehserie, eine Folge)
- 1974: Der kleine Doktor: Zu viele Ärzte (Fernsehserie, eine Folge)
- 1974: Charlys Nichten
- 1974: Auf ins blaukarierte Himmelbett
- 1975: Münchnerinnen (Fernsehspiel)
- 1975: Bitte keine Polizei: Jan ist verschwunden (Fernsehserie, eine Folge)
- 1975: Mei Hos’ ist in Heidelberg geblieben
- 1975: Champagner aus dem Knobelbecher
- 1976: Schulmädchen-Porno (Episodenfilm, Kompilation)
- 1976: Schulmädchen-Report. 10. Teil: Irgendwann fängt jede an
- 1976: Josefine Mutzenbacher – Wie sie wirklich war
- 1976: Satansbraten
- 1977: Liebesgrüße aus der Lederhose 3: Sexexpress aus Oberbayern (Kinofilm)
- 1977: Derrick: Mord im TEE 91 (Fernsehserie, eine Folge)
- 1977: Es muß nicht immer Kaviar sein (Fernsehserie, 4 Folgen)
- 1977/79: Heiße Löcher, geile Stecher (Kinofilm)
- 1978: Liebesgrüße aus der Lederhose 4: Die versaute Hochzeitsnacht (Kinofilm)
- 1979: Wehe, wenn Schwarzenbeck kommt
- 1979: Tödliche Botschaft (The Lady Vanishes)
- 1979: Baranski (Kinofilm)
- 1980: Polizeiinspektion 1: Eine Art Freund (Fernsehserie, eine Folge)
- 1980: Fabian
- 1980: Die unsterblichen Methoden des Franz Josef Wanninger: Ein gewiefter Scheibenschütze (Fernsehserie, eine Folge)